# Скандзура
Скандзу́ра (греч. Σκάντζουρα) — греческий необитаемый остров в Эгейском море, расположен в архипелаге Северные Спорады, является административной единицей муниципалитета Алонисос. Остров является местом обитания редких тюленей-монахов, находящихся под охраной Барселонской конвенции.

## География
Остров находится на 18 километров южнее Алонисоса, и на 31 километр севернее Скироса. Скандзура расположена на высоте 79 метров над уровнем моря.